# 森立之
森 立之（もり りっし、文化4年11月25日〈1807年12月23日〉 - 明治18年〈1885年〉12月6日）は、江戸時代後期から明治時代にかけての医師・書誌学者。通称は養竹。名は立之。字は伊織・養眞・立夫。号は枳園（きえん）。

## 生涯
江戸北八丁堀竹島町に生まれる。父・恭忠は備後福山藩主の阿部正倫と正精の2代に使える医師だった。文化14年（1817年）に渋江抽斎の弟子となり、文政6年（1823年）から抽斎の師である伊沢蘭軒に従う。このころから歌舞伎の舞台を観るだけではなく、声色を使うことを好むようになり、天保8年（1837年）にはついに俳優と一緒に舞台で演じているのを上役に知られ、禄を失い阿部家を放逐され、家族を連れて夜逃げをする羽目になった。阿部家放逐の理由については、澁江保『森枳園伝』に「甚好ましからぬ事二科条ありて、多紀に對し、曲直瀬に對して、父(澁江抽齋)が意外の大金を辨償し、纔(わずか)に事落着するを得たり」とあり、「此の事は書面に載する事を憚る」と欄外に注されていることから考えて、森鷗外は澁江抽齋・保父子に忖度して多紀氏・曲直瀬氏の体面を保ったと考えられる。按摩や接骨・獣医をしながら放浪し、ひとまず相模の大磯に落ち着いた後は、津久井、勝瀬村と居を移しながら約12年を過ごす。その間に『遊相医話』や『桂川詩集』を著わし、また『神農本草経』『素問』『霊枢』『傷寒論』『金匱要略』『扁鵲倉公伝』などにそれぞれ攷註を行い、本草学に精通しているという評判が高まったため、嘉永元年（1848年）に多紀家の躋寿館に入って『千金方』校刻を手伝う内命を下された。同じ年の5月には福山藩主の阿部正弘より帰藩が許される。安政元年（1854年）、『神農本草経攷註』が刊行され、医学館の講師に任ぜられたが、同年末には同館の『医心方』校刊事業にも助校を命ぜられた。安政5年（1858年）、将軍家茂に謁見が許され、御目見医師に列せられた。明治元年（1868年）、藩主・阿部正方に従って福山に移り、明治5年（1872年）に東京に戻り文部省十等出仕となる。その後は医学校・工学寮など職を転々としたが、明治12年（1879年）に和漢方医を結集して温知社を組織し『温知医談』を月刊発行した。明治18年、八丁堀水谷町に没す。享年79歳、音羽洞雲寺に葬る。諡は長寿院訪古枳園居士。

## 編著
- 『経籍訪古誌』
- 『素問攷注』
- 『傷寒論攷注』
- 『本草経攷注』